# بوبي والاس
بوبي والاس (بالإنجليزية: Bobby Wallace)‏ هو لاعب كرة قدم أمريكية أمريكي، ولد في 17 سبتمبر 1954 في ماغنوليا في الولايات المتحدة.